# Karpîlivka, Ohtîrka
Karpîlivka (în ucraineană Карпилівка) este localitatea de reședință a comunei Karpîlivka din raionul Ohtîrka, regiunea Sumî, Ucraina.

## Demografie
Componența lingvistică a localității Karpîlivka
     Ucraineană (97,31%)
     Rusă (2,15%)
     Alte limbi (0,54%)
Conform recensământului din 2001, majoritatea populației localității Karpîlivka era vorbitoare de ucraineană (97,31%), existând în minoritate și vorbitori de rusă (2,15%).